# Amerikai csótány
Az amerikai csótány (Periplaneta americana) a rovarok (Insecta) osztályának csótányok (Blattodea) rendjébe, ezen belül a csótányfélék (Blattidae) családjába tartozó faj.

## Előfordulása
Az amerikai csótány az egész világon előfordul. Neve ellenére az eredeti hazája Afrika, hajósok által utazott és terjedt el a 15. században. A városokban, főleg középületekben gyakori, ahol az intenzív védekezési eljárások ellenére is sikeresen szaporodnak. Közép-Európában csak meleg, száraz épületekben él.

## Megjelenése
Az amerikai csótány 2–4 centiméter hosszú. Tipikus csótány, nagy, korong alakú előháttal, ami a fej nagy részét is fedi, erősen tüskés lábakkal, hosszú csápokkal és nagy szárnyakkal, melyekkel jól tud repülni. A nőstény szárnyai a híménél valamivel kisebbek. Egyik sem repül szívesen, inkább futással helyezik magukat biztonságba.

## Szaporodása
A nőstények kokonjaikat laza földbe ássák el, és álcázzák vagy különféle résekbe jól elrejtik. Bizonyos idő múlva kikelnek a fiatalok, azonnal futni tudnak, és rögtön biztos helyre menekülnek, ha fény esik rájuk. Az amerikai csótányok vegyes táplálkozású, fénykerülő, melegkedvelő rovarok.